# Matasowo (obwód wołogodzki)
Matasowo (ros. Матасово) – wieś w Rosji, w rejonie kiczmiengsko-gorodieckim obwodu wołogodzkiego. W 2002 r. liczyła 6 mieszkańców, a w 2010 r. była niezamieszkana.